# Sierra de Bernia
La sierra de Bernia es un conjunto montañoso perteneciente a las Cordilleras Béticas, concretamente a la Cordillera Prebética, y situado en el levante español, en la provincia de Alicante.

## Descripción

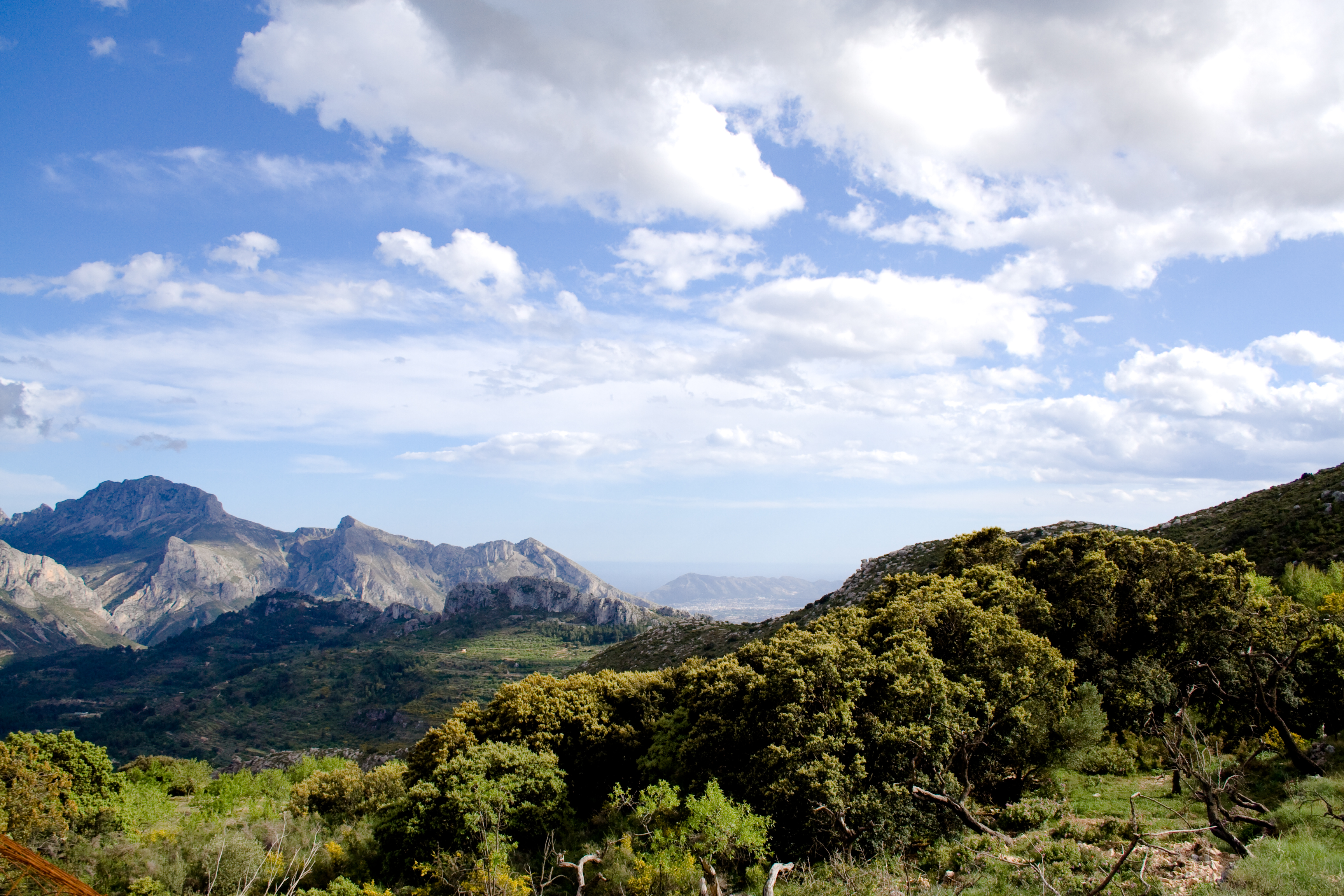
Sierra de Bernia en primavera desde Els Olbis

La sierra se extiende unos 11 km de oeste a este, perpendicularmente a la costa mediterránea. La sierra tiene una extensión de 1900 hectáreas, repartidas entre los municipios de Alcalalí, Jalón, Benisa, Calpe, Altea, Callosa de Ensarriá y Tárbena.
La cima más elevada de la sierra de Bernia –que es utilizada como vértice geodésico– se encuentra en el término municipal de Jalón y mide 1128 metros sobre el nivel del mar. Tiene una gran variedad de flora y una fauna diversa con mamíferos tales como el zorro, el tejón y el jabalí. También posee una amplia variedad de aves rapaces.

## El Fuerte de Bernia

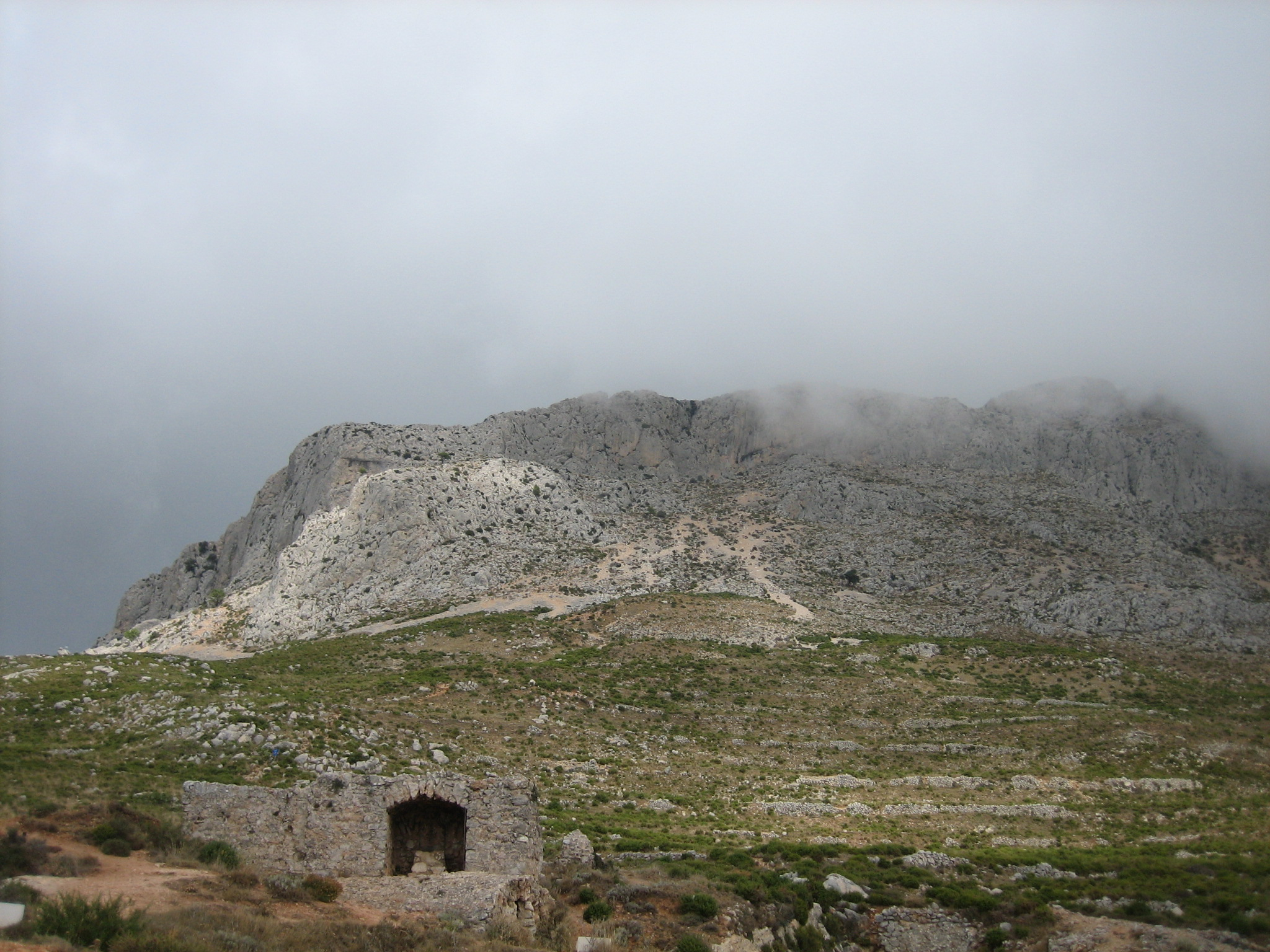
Vista de la Sierra de Bernia, en un día de niebla, desde el fuerte de Felipe II (vertiente sur).

En el año 1562, por orden de Felipe II, se construyó en la vertiente sur de la sierra el llamado Fuerte de Bernia. Pretendiendo evitar la situación producida en 1526 con la revuelta de los moriscos, que se instalaron en dicho emplazamiento durante largos meses, la finalidad de la edificación era, por un lado, prevenir las revueltas de moriscos y, por otro, defender la costa de los frecuentes ataques de los piratas berberiscos. A esta finalidad eminentemente defensiva (que contó con fuertes detractores entre militares de prestigio, como el virrey Vespasiano Gonzaga, quien consideraba el fuerte poco menos que inútil), hemos de sumar el hecho profundamente simbólico de la instalación de un fuerte y un contingente de tropas del rey en posición eminente sobre una zona de predominio señorial.
Aunque se suele relatar que los moriscos se hicieron fuertes durante un año en 1609, el dato es falso, pues confunde la rebelión de 1609 (que tuvo su escenario en Vall de Laguart) con la de Bernia de 1526. Tras la expulsión de los moriscos en 1609, entre 1612 y 1613 se produjo su desmantelamiento, pues su aprovisionamiento era complicado por su remota ubicación, y carecía de sentido dejar una construcción de ese tipo sin guarnición. Actualmente se pueden observar numerosos restos del fuerte: lienzos de murallas, construcciones abovedadas, fosos y torreones del fuerte.
Desde los restos de esta fortificación, situada a 803 metros de altura, se puede controlar visualmente toda la línea costera comprendida entre la visión hacia el sureste y sur desde el Morro de Toix, la costa de Altea, La Serra Gelada, costa de Benidorm, la torre vigía de Aguiló (encargada también por Felipe II) en Villajoyosa, en días claros, la costa de Alicante, (El Campello y San Juan), el cabo de Santa Pola junto a la isla sin apenas relieve de Tabarca y más alejado el perfil del cabo de Palos ya en Murcia. Ya hacia el interior las cumbres del Puig Campana de 1402 m., Ponoig de 1181 m. y más a la derecha la cumbre más alta de la provincia con su bola blanca en la cima, el Aitana de 1558 m.